# Arbejdernes Byggeforening
Arbejdernes Byggeforening blev stiftet 20. november 1865 af arbejderne på Burmeister & Wain på initiativ af lægen Frederik Ferdinand Ulrik, der ville skabe gode og sunde boliger til de dårligst stillede. Foreningens formål var "at opføre små beboelseshuse, der skulle overgå til selveje, og samtidig virke som sparekasse". Foreningen lukkede (likvidation) den 18. september 1974 efter af have opført 1.740 huse i Københavnsområdet.

## Historie
Tankerne om gode boligforhold til de dårligst stillede blev sat i gang af borgerrepræsentationen af flere af de læger, der havde været i København under den store koleraepidemi i 1853, hvorunder cirka 5000 københavnere omkom. Epidemien skyldes i høj grad de elendige forhold i den dårligste del af den københavnske bebyggelse samt et mangelfuldt renovations- og kloaksystem. Som konsekvens af epidemien byggede Lægeforeningen Lægeforeningens Boliger (Brumleby), og andre byggeforeninger bl.a. Arbejdernes Byggeforening fulgte snart efter.
Ulrik udtalte på foreningens første møde: "For Øjeblikket, tror jeg, det haardeste Tryk her i Staden hidrører fra Mangel på gode prisbillige Boliger. Et hyggeligt Hjem og de Goder, det fører med sig, sætter Nordboen mest af alle Folk Pris paa, og intet er så ødelæggende for Manden som for Hustruen, saa sindsfortærende og sløvende i aandelig og legemlig Henseende, som Mangel på Husrum og Hjemmets Hygge, et Sted for den trætte at finde Hvile for Dagens Slid og Møie. Lad os derfor træde sammen for at bygge Huse."
Et andet (ufortalt) formål med foreningen var at mindske arbejdernes politiske radikalisering: Når en arbejder blev ejendomsbesidder, ville trangen til at gøre oprør være mindre.
Byggeforeningens medlemmer indbetalte 35 øre om ugen, og når de havde opsparet 20 kroner kom de med i den årlige lodtrækning om et hus. Efter 10 års afdrag fik de skøde på huset, og efter 24 år var de husejere.
Ved foreningens start var der cirka 200 medlemmer, men tallet steg hurtigt. Allerede i 1890 var det oppe på 16.000 medlemmer, og i 1955 opnåede man med 26.342 medlemmer det største medlemstal i foreningens historie.
De stigende grundpriser og de øgede leveomkostninger medførte, at huspriserne steg og flere og flere byggeforeningshuse overgik til bedrestillede formænd og egentlige håndværkere. Hele ideen med huse til den fattigste del af befolkningen gik tabt, og det blev hurtigt en talemåde, at "Arbejdernes Byggeforening ikke mere var en forening for arbejdere, men en forening for velhavere". Foreningen blev herved en forening for bedrestillede, som kunne få opfyldt drømmen om eget hus. For almindelige arbejdere var de for dyre.

## Bebyggelserne
De første huse der blev opført var byggeforeningshusene ved Sverrigsgade på Amager 1867-71. Dernæst fulgte i 1868-69 en række huse i Schønberggade (de eneste på Frederiksberg, nu nedrevet), og i 1870-72 opførtes ved Nyboder yderligere Byggeforeningshusene ved Nyboder, 45 huse. Disse tidligste bebyggelser var tegnet af H.S. Sibbern. Sibbern etablerede den karakteristiske nøgterne byggestil med gule mursten og skifertage.
Fra 1874 til 1903 var Frederik Bøttger foreningens arkitekt. Han var ansvarlig for største og mest kendte bebyggelse, Kartoffelrækkerne (1873-89) på Østerbro, der i dag er yderst eftertragtede boliger. Bøttger var også arkitekten bag husene på Olufsvej (1874), Humleby på Vesterbro (1886-91) og slutteligt Strandvejskvarteret (eller Komponistkvarteret, 1892-1903) på Ydre Østerbro. Under Bøttger blev husene forsynet med gavlkviste, og vinduerne fik i røde mursten som kontrast til det gule murværk. Vilhelm Klein, kendt fra Lægeforeningens Boliger, var ansvarlig for de tidligste huse i Kartoffelrækkerne, men bestyrelsen var ikke tilfreds med hans indsats og afbrød samarbejdet.
Husene var i to etager med kvist. I hvert hus var der to lejligheder hver på to værelser og køkken. Husejeren boede i stueetagen og kunne udleje den anden lejlighed til et andet foreningsmedlem, og herved få nedsat boligudgiften. Kvistværelserne kunne ligeledes udlejes eller bruges som værelser til familiens børn. Rækkehusbebyggelserne med små haver kom til at præge bybilledet mange steder i København.
Bøttgers efterfølger på posten fra 1903 og til 1930 var Christen Larsen, der tegnede Lyngbyvejskvarterets pittoreske huse i en asymmetrisk nationalromantisk stil, der adskiller sig meget fra forgængerens regelrette og rytmisk ensartede arkitektur. I de af Larsen tegnede huse er det også tydeligt, at tidens boligstandard havde fået endnu et løft. Ruminddeling og etageplaner er mere praktisk udformede, og der er fine snedkerdetaljer såsom store vitrineskabe i køkkenerne. Christen Larsen nåede også før sin død i 1930 at tegne en række huse på Amager, der blev opført 1931-38.

## Arbejdernes Byggeforenings byggerier
- Sverrigsgade, Brigadevej og Finlandsgade 32 huse bygget 1867-1871 ved H.S. Sibbern.[1]
- Schønberggade 12 huse bygget 1868-1869 ved Sibbern (nedrevet).
- Gernersgade, Krusemyntegade og Sct. Pauls Gade (Byggeforeningshusene ved Nyboder), 45 huse bygget 1870-1872 ved Sibbern.[2]
- Olufsvej og Øster Allé 49 huse bygget 1874-1877 ved Frederik Bøttger.
- Farimagsgade-kvarteret (Kartoffelrækkerne) 480 huse bygget 1873-1889 ved Bøttger.
- Fælledvejskvarteret (Humleby) 235 huse bygget 1886-1891 ved Bøttger.
- Strandvejskvarteret (Komponistkvarteret) 393 huse bygget 1892-1903 ved Bøttger.
- Lyngbyvejskvarteret 323 huse bygget 1906-1929 ved Christen Larsen.
- Amager-kvarteret 105 huse bygget 1930-1938 ved Christen Larsen.

## Personer knyttet til foreningen

### Arkitekter
Foreningen havde egne arkitekter ansat som følger.
| Navn                                                        | Levede    | Ansat ved AB                          | Alder    |
| ----------------------------------------------------------- | --------- | ------------------------------------- | -------- |
| H.S. Sibbern                                                | 1826-1901 | 1866-1868                             | 40-44 år |
| Vilhelm Klein                                               | 1835-1913 | 1869                                  | 34 år    |
| Ingen fast arkitekt, bestyrelsens medlemmer bidrog i stedet |           |                                       |          |
| Frederik Bøttger                                            | 1838-1920 | 1. september 1874 - 31. december 1903 | 36-65 år |
| Christen Larsen                                             | 1857-1930 | 1. december 1902 - 30. april 1930     | 45-72 år |
| Leffland Larsen                                             | 1875-1944 | 1. maj 1930 -                         | 55- år   |

### Formænd for bestyrelsen
Foreningen havde en bestyrelse på syv medlemmer, ledet af en formand som følger.
| Navn                                   | Levede    | Formand   | Alder    |
| -------------------------------------- | --------- | --------- | -------- |
| Jernstøber Niels Hallin                | 1832-1870 | 1866-1870 | 34-38 år |
| Ingeniør N.C. Jensen                   | 1830-1901 | 1870-1901 | 40-71 år |
| Grosserer Moses Melchior               | 1825-1912 | 1902-1912 | 77-87 år |
| Overretssagfører Anders Hvass          | 1858-1916 | 1913-1916 | 55-57 år |
| Overretssagfører Axel Bang             | 1857-1942 | 1916-1921 | 59-64 år |
| Overretssagfører Christian Hede        | 1864-1950 | 1921-1925 | 57-61 år |
| Overingeniør, dr.techn. Holger Schmidt | 1878-1957 | 1925-1954 | 47-76 år |
| Overretssagfører Frants Dragsted       | 1890-1987 | 1954-1974 | 64-84 år |

Den første bestyrelse bestod af: Niels Hallin (formand), doktor F.F. Ulrik (næstformand), inspektør for Frelserens Arbejdshus F.C. Bülow, værkfører P. Rasmussen, maskinmester i marinen N.C. Jensen, værkfører J. Eiler og maskinsmed Joh. Holm.

### Næstformænd for bestyrelsen
Næstformændene for foreningen som følger.
| Navn                          | Levede    | Næstformand | Alder    |
| ----------------------------- | --------- | ----------- | -------- |
| Kommunelæge F.F. Ulrik        | 1818-1917 | 1886-1888   | 68-70 år |
| Grosserer Moses Melchior      | 1825-1912 | 1888-1902   | 63-77 år |
| Murermester Hans Fussing      | 1838-1914 | 1902-1912   | 64-74 år |
| Arkitekt Emil Jørgensen       | 1858-1942 | 1913-1940   | 55-82 år |
| Tømrermester Th. P. Stillinge | 1876-1956 | 1940-?      | 64- år   |

### Formænd for repræsentantskabet
Foreningen havde et repræsentantskab på oprindeligt 20, siden 30 personer, ledet af en formand som følger.
| Navn                                                     | Levede    | Formand   | Alder    |
| -------------------------------------------------------- | --------- | --------- | -------- |
| Repræsentantskabet valgte ikke nogen formand førend 1882 |           |           |          |
| Hofpianofabrikant Frederik Møller                        | 1839-1917 | 1882-1885 | 43-46 år |
| Nationalbankdirektør Rasmus Strøm                        | 1842-1918 | 1885-1895 | 43-53 år |
| Højesteretssagfører Frederik Asmussen                    | 1842-1919 | 1895-1914 | 53-72 år |
| Varemægler Just Cohen                                    | 1858-1919 | 1914-1919 | 56-61 år |
| Hypotekforeningsdirektør Søren Jensen                    | 1862-1927 | 1919-1927 | 57-65 år |
| Overretssagfører Frederik Wolff                          | 1859-1932 | 1928-1932 | 69-73 år |
| Højesteretsdommer Viggo Thorup                           | 1876-1941 | 1933-1941 | 57-65 år |
| Højesteretsdommer Poul Gammeltoft                        | 1884-1959 | 1941-1959 | 57-75 år |
| ?                                                        |           | 1959-?    |          |

Overretssagfører Frants Dragsted (se under bestyrelsesformænd) var medlem af repræsentantskabet fra 1921 og næstformand fra 1941.

### Andre kendte bestyrelsesmedlemmer
- 1868-1874: J.A. Schwartz, kunstdrejer
- 1939-1950: Holger Koed, nationalbankdirektør
- Kai Bing, ingeniør
- Andreas Boje, redaktør
- P.C. Bønecke, arkitekt
- H.F. Funch, våbenmaler
- Frederik Gram, sparekassedirektør
- Severin Jensen, møbelsnedker
- Axel Møller, stadsbygmester
- Jacob Salomon, grosserer
- Julius Valentiner, bankdirektør